# Without a Clue
Without a Clue (en España: Sin pistas) es una película de comedia británica de 1988 dirigida por Thom Eberhardt y protagonizada por Michael Caine y Ben Kingsley. Se basa en los personajes de Sir Arthur Conan Doyle de las historias de Sherlock Holmes pero, en esta versión, los papeles se invierten: el Dr. John Watson es el detective brillante, mientras que "Sherlock Holmes" es un actor contratado para hacerse pasar por el detective para que Watson puede proteger su reputación como médico.

## Sinopsis
Tras inventar el personaje de Sherlock Holmes, el doctor Watson (Ben Kingsley) necesita encontrar a un actor que desee interpretarlo. El problema es que el actor que contrata (Michel Caine) es un mujeriego, adicto a la bebida y un perezoso. En estas circunstancias, Watson tendrá que investigar un importante caso sobre el robo de las planchas para acuñar moneda del Tesoro Público Británico. 

## Reparto
- Michael Caine - Sherlock Holmes/Reginald Kincaid
- Ben Kingsley - Dr. John Watson
- Jeffrey Jones - Inspector George Lestrade
- Lysette Anthony - Falsa Leslie Giles
- Paul Freeman - Profesor James Moriarty
- Pat Keen - Sra. Hudson
- Matthew Savage - Wiggins
- Nigel Davenport - Lord Smithwick
- Tim Killick - Sebastian Moran
- Peter Cook - Norman Greenhough
- John Warner - Peter Giles
- Matthew Sim - Auténtica Lesley Giles
- Gregor Fisher - Bobby en almacén
- Fredrick Fox - Sacerdote
- Harold Innocent - Lord Mayor Gerald Fitzwalter Johnson
- George Sweeney - John Clay
- Murray Ewan - Archie
- Jennifer Guy - Hija de Lord Mayor

## Producción
Escrita por Gary Murphy y Larry Strawther, dos Sherlockianos devotos, la película originalmente tuvo los títulos provisionales de The Imposter of Baker Street y Sherlock and Me. El guion estaba repleto de numerosas referencias a Doyle, algunas de las cuales se eliminaron de la película final para hacerla más accesible. Una referencia del mundo real que sobrevivió fue el personaje de Norman Greenhough, basado en Herbert Greenhough Smith, editor de The Strand Magazine, cuya fe en los personajes de Holmes y Watson trajo fama y fortuna tanto al escritor como al periódico.